# Starar
Starar (Sturnidae) är en familj av fåglar tillhörande ordningen tättingar. Familjen omfattar över hundra olika arter som förekommer över stora delar av världen, dock naturligt ej i Nord- och Sydamerika. 2011 slogs stararna ihop taxonomiskt med den tidigare urskilda familjen filippinkrypare (Rhabdornithidae).

## Systematik
Stararnas närmaste släktingar är de amerikanska härmtrastarna i Mimidae. Tidigare inkluderades de afrikanska oxhackarna (Buphagus), men de placeras numera i den egna familjen Buphagidae. Familjen kan internt delas in i två underfamiljer, dels arter som förekommer huvudsakligen i södra och östra Asien, australiska regionen samt i Oceanien (inklusive de tidigare filippinkryparna i Rhabdornis), dels en afrikansk/asiatisk grupp. Nedan listas släkten för nu levande arter och arter som dött ut i modern tid. Listan nedan med antal nu levande och nyligen utdöda arter, sekvens av släkten och släktesindelning följer AviList:
- Underfamilj Graculinae
  - Tribus Rhabdornithini
    - Rhabdornis – fyra arter krypstarar

  - Tribus Graculini
    - Enodes – orangebrynad stare
    - Scissirostrum – tjocknäbbad stare
    - Basilornis – tre arter
    - Goodfellowia – mindanaostare
    - Sarcops – coletostare
    - Streptocitta – två arter skatstarar
    - Mino – tre arter
    - Ampeliceps – gulkronad stare
    - Gracula – fyra arter beostarar
    - Aplonis – 24 arter, varav tre utdöda
- Underfamilj Sturninae
  - Tribus Sturnini
    - Sturnus – två arter, bland annat den vitt spridda staren
    - Creatophora – flikstare
    - Pastor – rosenstare
    - Agropsar – två arter
    - Gracupica – fyra arter
    - Necropsar – rodriguesstare, utdöd
    - Leucopsar – balistare
    - Fregilupus – réunionstare, utdöd
    - Cryptopsar – mauritiusstare, utdöd
    - Sturnornis – ceylonstare
    - Sturnia – fyra arter
    - Spodiopsar – två arter
    - Acridotheres – elva arter majnor

  - Tribus Cinnyricinclini
    - Hartlaubius – madagaskarstare
    - Cinnyricinclus – ametiststare

  - Tribus Onychognathini
    - Onychognathus – elva arter glansstarar

  - Tribus Lamprotornini
    - Notopholia – svartbukig stare
    - Hylopsar – två arter
    - Saroglossa – fläckvingad stare
    - Neocichla – vitvingad stare
    - Speculipastor – brokstare
    - Grafisia – vitbröstad stare
    - Pholia – rostbukig stare
    - Arizelopsar – vitbukig stare
    - Poeoptera – tre arter
    - Lamprotornis – 22 arter glansstarar